# Флаг Пруссии
Государство Пруссия возникло на землях маркграфства Бранденбург и герцогства Пруссии. Маркграфство Бранденбург развилось из средневековой Северной марки в составе Священной Римской империи. Герцогство Пруссия возникло в 1525 году, когда Альбрехт Бранденбург-Ансбахский, представитель кадетской ветви Гогенцоллернов, секуляризировал восточные земли тевтонских рыцарей в качестве польского удела. Иоганн III Сигизмунд, курфюрст Бранденбурга, унаследовал Прусское герцогство в 1618 году, объединив таким образом Бранденбург и Пруссию личной унией. Государство Иоганна стало известно как Бранденбург-Пруссия. Королевство Пруссия сформировалось, когда курфюрст Фридрих III принял титул короля Пруссии и стал Фридрихом I 18 января 1701 года.
Правление династии Гогенцоллернов в Пруссии прекратилось в 1918 году после падения Германской империи после Первой мировой войны. На его месте было образовано Свободное государство Пруссия. Контрольный совет союзников издал указ об упразднении Пруссии как административно-территориальной единицы в 1947 году, после Второй мировой войны.

## Галерея

Флаг Королевской Пруссии (1466–1772)
Флаг Герцогства Пруссии (1525–1657)
Государственный флаг Королевства Пруссия (1701–1750)
Гражданский флаг Пруссии (1701–1935)
Государственный флаг Королевства Пруссия (1750–1801)
Государственный флаг Королевства Пруссия (1801–1803)
Государственный флаг Королевства Пруссия (1803–1892)
Военный флаг Пруссии (1816)
Королевский штандарт короля Пруссии (1871–1918)
Штандарт наследного принца Пруссии (1871–1892)
Государственный флаг Королевства Пруссия (1892–1918)
Военный флаг Пруссии (1895–1918)
Флаг Свободного государства Пруссия (1918–1933)
Служебный флаг Земли Пруссия (1933–1935)